# Čuskveja
Čuskveja (lat. Chusquea), veliki biljni rod iz porodice trava kojemu pripada preko 170 vrsta vazdazelenih bambusa u Srednjoj i Južnoj Americi.
Čuskveje su klasificirane potporodici Bambusoideae, tribusu Bambuseae, i podtribusu Chusqueinae, kojemu su dali svoje ime.

## Vrste
1. Chusquea abietifolia Griseb.
2. Chusquea acuminata Döll
3. Chusquea acuminatissima (Munro) L.G.Clark
4. Chusquea albilanata L.G.Clark & Londoño
5. Chusquea amistadensis L.G.Clark, Davidse & R.P.Ellis
6. Chusquea andina Phil.
7. Chusquea anelythra Nees
8. Chusquea anelythroides Rupr. ex Döll
9. Chusquea angusta (Swallen) L.G.Clark
10. Chusquea angustifolia (Soderstr. & C.E.Calderón) L.G.Clark
11. Chusquea annagardneriae L.G.Clark, C.D.Tyrrell, Triplett & A.E.Fisher
12. Chusquea antioquensis L.G.Clark & Londoño
13. Chusquea aperta L.G.Clark
14. Chusquea arachniformis L.G.Clark & Londoño
15. Chusquea argentina Parodi
16. Chusquea aristata Munro
17. Chusquea aspera L.G.Clark
18. Chusquea asymmetrica (L.G.Clark) L.G.Clark
19. Chusquea attenuata (Döll) L.G.Clark
20. Chusquea aurea L.G.Clark & Ely
21. Chusquea baculifera Silveira
22. Chusquea bahiana L.G.Clark
23. Chusquea bambusoides (Raddi) Hack.
24. Chusquea barbata L.G.Clark
25. Chusquea bilimekii E.Fourn.
26. Chusquea bradei L.G.Clark
27. Chusquea caparaoensis L.G.Clark
28. Chusquea capitata Nees
29. Chusquea capituliflora Trin.
30. Chusquea ciliata Phil.
31. Chusquea ciliatifolia A.C.Mota, Judz. & L.G.Clark
32. Chusquea circinata Soderstr. & C.E.Calderón
33. Chusquea clarkiae Londoño & Judz.
34. Chusquea clemirae A.C.Mota, R.P.Oliveira & L.G.Clark
35. Chusquea coronalis Soderstr. & C.E.Calderón
36. Chusquea cortesii L.G.Clark & Ruiz-Sanchez
37. Chusquea costaricensis L.G.Clark & March
38. Chusquea culeou É.Desv.
39. Chusquea cumingii Nees
40. Chusquea cylindrica L.G.Clark
41. Chusquea decolorata Munro ex L.G.Clark
42. Chusquea deficiens Parodi
43. Chusquea deflexa L.G.Clark
44. Chusquea delicatula Hitchc.
45. Chusquea depauperata Pilg.
46. Chusquea diversiglumis (Soderstr.) L.G.Clark
47. Chusquea dombeyana Kunth
48. Chusquea egluma Guerreiro & Rúgolo
49. Chusquea elata (Kunth) L.G.Clark
50. Chusquea enigmatica Ruiz-Sanchez, Mejía-Saulés & L.G.Clark
51. Chusquea erecta L.G.Clark
52. Chusquea exasperata L.G.Clark
53. Chusquea falcata L.G.Clark
54. Chusquea fasciculata Döll
55. Chusquea fendleri Munro
56. Chusquea fernandeziana Phil.
57. Chusquea fimbriligulata (L.G.Clark) L.G.Clark
58. Chusquea floribunda Guerreiro & Rúgolo
59. Chusquea foliosa L.G.Clark
60. Chusquea galeottiana Rupr. ex Munro
61. Chusquea gibcooperi Ruiz-Sanchez, Mejía-Saulés, G.Cortés & L.G.Clark
62. Chusquea gigantea Demoly
63. Chusquea glauca L.G.Clark
64. Chusquea glomerata (Swallen) Dorr
65. Chusquea gracilis McClure & L.B.Sm.
66. Chusquea grandiflora L.G.Clark
67. Chusquea guirigayensis S.M.Niño, L.G.Clark & Dorr
68. Chusquea hatschbachii L.G.Clark & Blong
69. Chusquea heterophylla Nees
70. Chusquea huantensis Pilg.
71. Chusquea ibiramae McClure & L.B.Sm.
72. Chusquea inamoena Pilg.
73. Chusquea juergensii Hack.
74. Chusquea laegaardii (L.G.Clark) L.G.Clark
75. Chusquea lanceolata Hitchc.
76. Chusquea latifolia L.G.Clark
77. Chusquea lehmannii Pilg.
78. Chusquea leonardiorum L.G.Clark
79. Chusquea leptophylla Nees
80. Chusquea liebmannii E.Fourn.
81. Chusquea ligulata Munro
82. Chusquea linearis N.E.Br.
83. Chusquea londoniae L.G.Clark
84. Chusquea longifolia Swallen
85. Chusquea longiligulata (Soderstr. & C.E.Calderón) L.G.Clark
86. Chusquea longipendula Kuntze
87. Chusquea longiprophylla L.G.Clark
88. Chusquea longispiculata L.G.Clark
89. Chusquea lorentziana Griseb.
90. Chusquea loxensis L.G.Clark
91. Chusquea maclurei L.G.Clark
92. Chusquea macrostachya Phil.
93. Chusquea maculata L.G.Clark
94. Chusquea magnifolia L.G.Clark
95. Chusquea matlatzinca L.G.Clark & Ruiz-Sanchez
96. Chusquea mayrae A.E.Fisher, C.D.Tyrrell & L.G.Clark
97. Chusquea meyeriana Rupr. ex Döll
98. Chusquea microphylla (Döll) L.G.Clark
99. Chusquea mimosa McClure & L.B.Sm.
100. Chusquea mirabilis A.C.Mota, R.P.Oliveira & L.G.Clark
101. Chusquea mollis (Swallen) L.G.Clark
102. Chusquea montana Phil.
103. Chusquea mulleri Munro
104. Chusquea multiramea L.G.Clark & Ely
105. Chusquea nana (L.G.Clark) L.G.Clark
106. Chusquea nedjaquithii Ruiz-Sanchez, Mejía-Saulés & L.G.Clark
107. Chusquea nelsonii Scribn. & J.G.Sm.
108. Chusquea neurophylla L.G.Clark
109. Chusquea nobilis (Munro) L.G.Clark
110. Chusquea nudiramea L.G.Clark
111. Chusquea nutans L.G.Clark
112. Chusquea oligophylla Rupr.
113. Chusquea oxylepis (Hack.) Ekman
114. Chusquea pallida Munro
115. Chusquea paludicola L.G.Clark
116. Chusquea parodii A.S.Vega & Rúgolo
117. Chusquea patens L.G.Clark
118. Chusquea paucispiculata A.S.Vega & Rúgolo
119. Chusquea perligulata (Pilg.) McClure
120. Chusquea perotensis L.G.Clark, G.Cortes & Cházaro
121. Chusquea peruviana E.G.Camus
122. Chusquea petiolata (Davidse & L.G.Clark) L.G.Clark
123. Chusquea picta Pilg.
124. Chusquea pinifolia (Nees) Nees
125. Chusquea pittieri Hack.
126. Chusquea pohlii L.G.Clark
127. Chusquea polyclados Pilg.
128. Chusquea pulchella L.G.Clark
129. Chusquea purdieana Munro
130. Chusquea quila Kunth
131. Chusquea ramosissima Lindm.
132. Chusquea renvoizei L.G.Clark
133. Chusquea repens L.G.Clark & Londoño
134. Chusquea rigida (L.G.Clark) L.G.Clark
135. Chusquea riosaltensis L.G.Clark
136. Chusquea scabra Soderstr. & C.E.Calderón
137. Chusquea scandens Kunth
138. Chusquea sclerophylla Döll
139. Chusquea sellowii Rupr.
140. Chusquea serpens L.G.Clark
141. Chusquea serrulata Pilg.
142. Chusquea silverstonei (Davidse & L.G.Clark) L.G.Clark
143. Chusquea simpliciflora Munro
144. Chusquea smithii L.G.Clark
145. Chusquea sneidernii Aspl.
146. Chusquea spadicea Pilg.
147. Chusquea spathacea L.G.Clark
148. Chusquea spectabilis L.G.Clark
149. Chusquea spencei Ernst
150. Chusquea spicata Munro
151. Chusquea straminea Pilg.
152. Chusquea stuebelii (Pilg.) L.G.Clark
153. Chusquea subtessellata Hitchc.
154. Chusquea subtilis Widmer & L.G.Clark
155. Chusquea subulata L.G.Clark
156. Chusquea sulcata Swallen
157. Chusquea talamancensis Widmer & L.G.Clark
158. Chusquea tarmensis Pilg.
159. Chusquea tenella Nees
160. Chusquea tenuiglumis Döll
161. Chusquea tessellata Munro
162. Chusquea tomentosa Widmer & L.G.Clark
163. Chusquea tonduzii Hack.
164. Chusquea tovarii L.G.Clark
165. Chusquea tuberculosa Swallen
166. Chusquea uliginosa Phil.
167. Chusquea uniflora Steud.
168. Chusquea urelytra Hack.
169. Chusquea valdiviensis É.Desv.
170. Chusquea villosa (L.G.Clark) L.G.Clark
171. Chusquea virgata Hack.
172. Chusquea vulcanalis (Soderstr. & C.E.Calderón) L.G.Clark
173. Chusquea wilkesii Munro
174. Chusquea windischii L.G.Clark
175. Chusquea yungasensis L.G.Clark & A.C.Mota